# 格羅夫鎮區 (堪薩斯州肖尼縣)
格羅夫鎮區（英語：Grove Township）是位於美國堪薩斯州肖尼縣的一個行政鎮區。

## 地方資料
格羅夫鎮區的面積為77.55平方千米，當中陸地面積為76.96平方千米，而水域面積為0.59平方千米。根據2010年美國人口普查的數據，當地共有人口696人，而人口密度為每平方千米8.97人。

## 外部連結
- US-Counties.com
- City-Data.com （页面存档备份，存于）